# Schefferomitra
Schefferomitra là chi thực vật có hoa trong họ Annonaceae.